# Pop, Look and Listen!
Pop, Look and Listen! är Acid House Kings' debutalbum, utgivet på CD av det tyska skivbolaget Marsh-Marigold 1992.

## Låtlista
1. "Thirteen Again"
2. "I'll Still Be There"
3. "Your Favourite Flower"
4. "Say Yes"
5. "Please Be"
6. "Christmas"
7. "Song of the Colour Red"
8. "Mrs. Green"
9. "Times"
10. "Autumn Afternoon"
11. "Adorable"
12. "Sadly, I'm Never Loved"

### Fotnoter
1. ↑  ”Pop, Look and Listen!”. Discogs.com. http://www.discogs.com/Acid-House-Kings-Pop-Look-Listen/release/1985727. Läst 2 mars 2012.